# Саксі (Техас)
Саксі (англ. Sachse) — місто (англ. city) в США, в окрузі Даллас штату Техас. Населення — 27 103 особи (2020).

## Географія
Саксі розташоване за координатами 32°58′8″ пн. ш. 96°34′51″ зх. д. / 32.96889° пн. ш. 96.58083° зх. д. (32.969008, -96.580883).  За даними Бюро перепису населення США в 2010 році місто мало площу 25,69 км², з яких 25,36 км² — суходіл та 0,33 км² — водойми.

## Демографія
Згідно з переписом 2010 року, у місті мешкало 20 329 осіб у 6659 домогосподарствах у складі 5598 родин. Густота населення становила 791 особа/км².  Було 6972 помешкання (271/км²).
Расовий склад населення:
| - 71,9 % — білих - 11,1 % — азіатів - 8,9 % — чорних або афроамериканців - 0,8 % — корінних американців - 0,1 % — вихідців з тихоокеанських островів - 4,4 % — осіб інших рас |

До двох чи більше рас належало 3,0 %. Частка іспаномовних становила 13,9 % від усіх жителів.
За віковим діапазоном населення розподілялося таким чином: 29,9 % — особи молодші 18 років, 64,2 % — особи у віці 18—64 років, 5,9 % — особи у віці 65 років та старші. Медіана віку мешканця становила 35,4 року. На 100 осіб жіночої статі у місті припадало 95,6 чоловіків;  на 100 жінок у віці від 18 років та старших — 93,5 чоловіків також старших 18 років.
Середній дохід на одне домашнє господарство  становив 99 517 доларів США (медіана — 89 428), а середній дохід на одну сім'ю — 106 727 доларів (медіана — 95 634). Медіана доходів становила 63 248 доларів для чоловіків та 45 818 доларів для жінок. За межею бідності перебувало 4,0 % осіб, у тому числі 7,3 % дітей у віці до 18 років та 2,0 % осіб у віці 65 років та старших.
Цивільне працевлаштоване населення становило 11 867 осіб. Основні галузі зайнятості: освіта, охорона здоров'я та соціальна допомога — 19,5 %, науковці, спеціалісти, менеджери — 14,8 %, виробництво — 12,0 %, фінанси, страхування та нерухомість — 9,6 %.